# Premi Alan Paton
El Premi Alan Paton és un premi literari sud-africà que es lliura anualment, des del 1989, a la millor obra de no-ficció. Patrocinat pel diari de Johannesburg Sunday Times, els guanyadors representen als millors escriptors contemporanis sud-africans, que produeixen obres que mostren: compassió; elegància en l'escriptura; il·luminadors de la veritat, especialment aquells que són nous, delicats, de moda i mostren les cares del poder; i, finalment, moral i intel·lectualment íntegres.
El premi reb el seu nom de l'escriptor sud-africà Alan Paton, autor de Cry, The Beloved Country.
El premi s'atorga conjuntament amb el The Sunday Times Fiction Prize; aquests dos distintius són anomenats col·lectivament The Sunday Times Literary Awards.

## Guanyadors
- 2017 – Greg Marinovich per Murder at Small Koppie: The Real Story of the Marikana Massacre[2]
- 2016 – Pumla Dineo Gqola per Rape: A South African Nightmare[3]
- 2015 – Jacob Dlamini per Askari: A Story of Collaboration and Betrayal in the Anti-Apartheid Struggle[4]
- 2014 – Max du Preez per A Rumour of Spring: South Africa after 20 Years of Democracy[5]
- 2013 – Redi Tlhabi per Endings and Beginnings[6]
- 2012 – Hugh Lewin per Stones against the Mirror[7]
- 2011 – Ronnie Kasrils per The Unlikely Secret Agent
- 2010 – Albie Sachs per The Strange Alchemy of Life and Law[8]
- 2009 – Peter Harris per In a Different Time[9]
- 2008 – Mark Gevisser per Thabo Mbeki - The Dream Deferred
- 2007 – Ivan Vladislavic per Portrait with Keys
- 2006 – Atorgat conjuntament a[10]

- Edwin Cameron per Witness to AIDS
- Adam Levin per AidSafari

- 2005 – Jonny Steinberg per The Number[10]
- 2004 – Pumla Gobodo-Madikizela per A Human Being Died That Night[10]
- 2003 – Jonny Steinberg per Midlands[10]
- 2002 – Jonathan Kaplan per The Dressing Station[10]
- 2001 – Henk van Woerden per A Mouthful of Glass[10]
- 2000 – Anthony Sampson per Mandela: The Authorised Biography[10]
- 1999 – Atorgat conjuntament a[10]

- Antjie Krog per Country of My Skull
- Stephen Clingman per Bram Fischer: Afrikaner Revolutionary

- 1998 – John Reader per Africa: A Biography of a Continent[10]
- 1997 – Charles van Onselen per The Seed is Mine[10]
- 1996 – Margaret McCord per The Calling of Katie Makanya[10]
- 1995 – Nelson Mandela per Long Walk to Freedom[10]
- 1994 – Breyten Breytenbach per Return to Paradise[10]
- 1993 – Tim Couzens per Tramp Royal[10]
- 1992 – Thomas Pakenham per Scramble for Africa[10]
- 1991 – Albie Sachs per Soft Vengeance of a Freedom Fighter[10]
- 1990 – Jeff Peires per The Dead Will Arise[10]
- 1989 – Marq de Villiers per White Tribe Dreaming[10]